# Cerithium traillii
Cerithium traillii là một loài ốc biển, là động vật thân mềm chân bụng sống ở biển thuộc họ Cerithiidae.

## Phân bố
The distribution của Cerithium traillii bao gồms hải vực Ấn Độ Dương-Thái Bình Dương và throughout Đông Nam Á.
- Philippines[2]
- Indonesia[2]
- Singapore[2]